# Ottone da Brescia
Ottone Cabuano da Brescia (zm. 1174) – włoski kardynał.
Pochodził z Brescii i ukończył studia na jakimś uniwersytecie, gdyż był tytułowany jako magister. W 1152 papież Eugeniusz III mianował go kardynałem diakonem San Nicola in Carcere. W następnych latach kilkakrotnie działał jako legat papieski w północnej Italii (1153, 1156/7, 1158). W czasie podwójnej elekcji papieskiej we wrześniu 1159 poparł papieża Aleksandra III i był jednym z najbardziej zagorzałych jego stronników w walce z popieranymi przez cesarza Fryderyka Barbarossę antypapieżami. W 1160 wraz z dwoma innymi kardynałami był legatem we Francji, gdzie doprowadził do uznania Aleksandra III za papieża przez królów Anglii i Francji. W 1163 uczestniczył w zakończonych fiaskiem negocjacjach pokojowych z cesarzem. W 1167/68 przebywał w Normandii, gdzie pracował na rzecz załagodzenia sporu króla angielskiego Henryka II z arcybiskupem Canterbury Tomaszem Becketem. W latach 1169–72 ponownie przebywał w północnej Italii, gdzie wspierał walczącą z cesarzem Ligę Lombardzką. Występował jako świadek na licznych przywilejach papieskich między 1 sierpnia 1152 a 1 marca 1174.